# Asplenium marattioides
Asplenium marattioides är en svartbräkenväxtart som först beskrevs av Brackenr., och fick sitt nu gällande namn av Carl Frederik Albert Christensen. Asplenium marattioides ingår i släktet Asplenium och familjen Aspleniaceae. Inga underarter finns listade.